# 아우서베르크
아우서베르크(독일어: Ausserberg)는 스위스 발레주의 라론구에 있는 자치체이다.

## 역사
아우서베르크는 1378년에 Leucrun으로 처음 언급되었다. 1401년에 그것은 mons episcopi로 언급되었고 1523년에는 mons exterior였다.

## 지리
아우서베르크의 면적은 2011년 기준으로 14.9k㎡이다. 이 지역 중 23.8%가 농업용으로 사용되며, 45.2%는 산림이다. 나머지 토지 중 2.3%는 정착지(건물 또는 도로)이고 28.7%는 불모지이다.
시정촌은 발치더바흐와 비치호른 산 사이의 론 계곡의 북쪽 경사면에 있는 베스틀리히 라론구에 위치해 있다. 그것은 1,008m 높이의 중앙 마을인 트로그도르프와 함께 여러 흩어져 있는 정착지로 구성되어 있다.
에거베르크, 아우서베르크, 뷔르헨, 발치더, 피스프, 및 프스퍼터미넨의 지자체의 제안된 합병은 주민들에 의해 거부되었다.

## 인구통계
2020년 12월 기준, 아우서베르크의 인구는 621명이다. 2008년 기준으로 인구의 5.7%가 거주하는 외국인이다. 2000년부터 2010년까지 지난 10년 동안 인구는 0.3%의 비율로 변화했다. 이주로 인해 1.4%의 비율로, 출생 및 사망으로 인해 -1.1%의 비율로 변경되었다.
2000년 기준, 인구 대부분인 619명(98.6%)이 독일어를 모국어로 사용하고, 세르보-크로아티아어가 4명(0.6%)으로 두 번째로 많이 사용하고, 프랑스어가 3명(0.5%)으로 세 번째이다. 이탈리아어를 할 수 있는 사람이 1명 있다.
2008년 기준으로 인구는 남성 48.6%, 여성 51.4%이다. 인구는 306명의 스위스 남성(인구의 46.6%)과 13명(2.0%)의 비스위스계 남성으로 구성되었다. 스위스 여성은 320명(48.8%), 비스위스계 여성은 17명(2.6%)이었다. 지자체의 인구 중 470명(약 74.8%)가 아우서베르크에서 태어나 2000년에 그곳에서 살았다. 같은 주에서 태어난 88명(14.0%)가 있었고, 40명(6.4%)가 스위스 다른 곳에서 태어났다. 15명(2.4%)가 스위스 이외의 지역에서 태어났다.
2000년 기준으로 아동·청소년(0~19세)이 24%, 성인(20~64세)이 55.6%, 노인(64세 이상)이 20.4%를 차지하고 있다.
2000년 기준으로 시정촌에 미혼이거나, 독신인 사람은 252명이다. 기혼자는 326명, 미망인은 32명, 이혼한 사람은 18명이었다.
2000년 기준으로 시정촌의 개인가구는 254세대로 가구당 평균 2.4명이다. 1인 가구가 80가구, 5인 이상 가구가 13가구였다. 2000년에는 총 222채(전체의 64.0%)가 상설 임대되었으며, 113채(32.6%)는 계절적 임대, 12채(3.5%)는 비어 있었다. 2009년 기준 신규주택 건설률은 인구 1000명당 4.6세대이다. 2010년 시정촌 공실률은 0.27%였다.
역사적 인구는 다음 차트에 나와 있다.

## 정치
2007년 연방 선거에서 가장 인기 있는 정당은 67.3%의 득표율을 기록한 CVP였다. 다음으로 가장 인기 있는 3개 정당은 SP (17.36%), SVP (13.08%) 및 FDP (1.17%)였다. 연방 선거는 총 346표를 던졌고 투표율은 67.4%였다.
2009년 국무원 선거에서 총 410표가 투표되었으며, 그중 11표(약 2.7%)가 무효였다. 유권자의 참여율은 79.2%로 주 평균 54.67%를 크게 웃돌았다. 2007년 스위스 상원 선거에서 총 354표가 투표되었으며, 그중 14표(4.0%)가 무효였다. 유권자 참여율은 70.4%로 주 평균 59.88%를 훨씬 웃돌았다.

## 경제
2010년 현재 아우서베르크의 실업률은 0.7%이다. 2008년 기준으로 1차 경제 부문에 85명이 고용되어 있으며, 이 부문에 약 32개 기업이 참여하고 있다. 10명이 2차 부문에 고용되었고 이 부문에 3개의 기업이 있었다. 49명이 3차 부문에 고용되어 있으며, 이 부문에는 12개의 기업이 있다. 시정촌 주민이 279명으로 일정 정도 고용되었으며, 그중 여성이 전체 노동력의 40.1%를 차지하였다.
2008년에 정규직에 상응하는 총 일자리 수는 81개였다. 1차 부문의 일자리 수는 38개였으며, 모두 농업에 있었다. 2차 부문의 일자리 수는 8개였으며, 모두 건설 중이었다. 3차 부문의 일자리 수는 35개였다. 3차 부문에서 2개(5.7%)는 도소매 또는 자동차 수리, 4개(11.4%)는 상품의 이동 및 보관, 18개(51.4%)는 호텔 또는 레스토랑, 5개(14.3%)는 교육에 종사했다.
2000년 기준으로 시정촌으로 출퇴근한 근로자는 18명, 출퇴근 근로자는 209명이었다. 지자체는 근로자의 순수출 지자체로, 1명이 전입할 때, 약 11.6명의 근로자가 지자체를 떠나고 있다. 근로 인구의 26.5%가 출퇴근을 위해 대중교통을 이용했고, 54.5%가 자가용을 이용했다.

## 종교
2000년 인구 조사에 따르면 585명(93.2%)이 로마 가톨릭 신자이고, 17명(2.7%)이 스위스 개혁 교회에 속해 있다. 나머지 인구 중 1명의 정교회 교인이 있었다. 불교가 1명 있었다. 12명(약 1.91%)은 교회에 속하지 않았고, 불가지론자 또는 무신론자였으며, 12명(약 1.91%)은 질문에 대답하지 않았다.

## 교육
아우서베르크에서는 인구의 약 233명(37.1%)이 비필수 고등 중등 교육을 이수했으며, 30명 또는(4.8%)이 추가 고등교육(대학 또는 응용학문대학)을 이수했다. 고등 교육을 이수한 30명 중 66.7%가 스위스 남성, 26.7%가 스위스 여성이었다.
2010-2011학년도 동안 아우서베르크 학교 시스템에는 총 48명의 학생이 있었다. 발레주의 교육 시스템은 어린이들이 1년 동안 의무가 아닌 유치원에 다닐 수 있도록 허용한다. 그 학년도에는 유치원 학급(KG1 또는 KG2) 1개와 유치원생 9명이 있었다. 주의 학교 시스템은 학생들이 초등학교 6년에 다닐 것을 요구한다. 아우서베르크에는 초등학교에 총 4개의 학급과 48명의 학생이 있었다. 중등학교 프로그램은 3년의 낮은 의무 교육(오리엔테이션 수업)과 3~5년의 선택적인 고급 학교로 구성된다. 아우서베르크의 모든 중고등학생은 인근 시정촌에 있는 학교에 다닌다.
2000년 현재, 아우서베르크 출신의 40명의 학생이 시외 학교에 다녔다.
아우서베르크에는 시립 및 학교 도서관이 있다. 도서관은 (2008년 현재) 1,700권의 책 또는 기타 매체를 보유하고 있으며, 같은 해에 2,100권을 대출했다. 그해에는 주당 평균 2시간씩 총 112일을 개방했다.

## 교통
뢰치베르크선의 아우서베르크역은 트로크도르프 마을에서 약 900미터 떨어져 있다. 베른, 툰, 브리크까지 기차가 운행된다. 포스트아우토 버스 서비스는 아우서베르크역, 트로크도르프 마을, 발치더 및 피스프를 연결한다.